# ناظر ضبط موسیقی
ناظر ضبط موسیقی شخصی است که مراحل مختلف ضبط و میکس آثار موسیقی با هدایت و نظر او انجام می‌شود.
ناظر ضبط موسیقی حتماً باید موسیقیدان باشد. معمولاً از ابتدای ضبط یک اثر موسیقی در استودیو ضبط، ناظر ضبط حضور داشته و بر نحوه ضبط آن اثر نظارت دارد.
ناظر ضبط معمولاً از بین نوازندگان حرفه‌ای، رهبران ارکستر، یا آهنگسازان انتخاب می‌شود. گاهی آهنگساز یک قطعه موسیقی در نقش ناظر ضبط عمل کرده و اثر خود را نظارت و ضبط می‌کند. در ضبط بیشتر آثار موسیقی، آهنگساز یا تنظیم کننده در کنار ناظر ضبط، رهبر ارکستر و صدابردار در استودیو حضور دارد.

## وظایف ناظر ضبط موسیقی در استودیو
ناظر ضبط موسیقی یکی از عوامل تأثیرگذار و مهم تولید یک اثر موسیقی است که از شروع ضبط موسیقی در استودیو حضور داشته و وظایف زیر را انجام می‌دهد:
- نظارت بر کوک دقیق سازها
- نظارت بر نحوه قرار گرفتن میکروفون برای هر ساز
- صدادهی مناسب هر ساز
- درست و دقیق اجرا شدن نت‌های موسیقی در هر ساز
- ضبط بهترین برداشت از اجرای سازها
- راهنمایی دادن به نوازندگان برای اجرای بهتر و دقیق تر نت موسیقی، احساس، کوک ساز، سرعت موسیقی و …
- نظارت بر نحوه اجرای خواننده در آثار موسیقی باکلام
- نظارت بر اجرای درست و دقیق شعر توسط خواننده در آثار موسیقی باکلام
- راهنمایی دادن به خواننده برای اجرای بهتر و دقیق تر تلفظ کلمه‌ها، احساس، کوک صدا، سرعت موسیقی و … در آثار باکلام موسیقی
- نظارت بر میکس موسیقی در پایان مراحل ضبط